# SESI In Jazz Festival
O SESI In Jazz Festival é uma iniciativa do programa SESI Cultural Rio e tem como objetivo a valorização da música instrumental. Ao longo do ano, esse evento mensal reúne artistas consagrados e novos talentos do jazz, que se apresentam no Largo do Machado e na Barra da Tijuca, na cidade do Rio de Janeiro. Mais especificamente, a cada edição uma banda de jazz, blues ou bossa nova tem a oportunidade de se apresentar.

## Edições
A primeira edição do evento aconteceu em setembro de 2011 e foi uma homenagem ao músico Victor Assis Brasil. Esse tributo ao saxofonista brasileiro, realizado na Lagoa Rodrigo de Freitas, reuniu "a diva Leny Andrade, Paulo Russo e convidados, Sambop, Idriss Boudrioua e Base&Brass".
Em 2012, as apresentações ficaram por conta de Mauro Senise e Leo Gandelman, e contaram também com a “presença ilustre de Carlos Malta.”
Em 2013 foi a vez de nomes como João Bosco, Hermeto Pascoal e Hélio Delmiro., Por sinal, nesse ano em que se comemorou o centenário de Vinicius de Moraes a própria filha do poetinha, Georgiana de Moraes, participou do evento.. Ainda em 2013, João Bosco apresentou "antigos sucessos com o parceiro Aldir Blanc e novas composições também"
Já a temporada de 2014 teve início com o compositor, cantor e pianista João Donato, que estava comemorando 80 anos de idade. Seu show, chamado “O couro tá comendo”, foi realizado na Praça do Largo do Machado Esse evento fez parte do lançamento do disco de Donato, que foi “gravado ao vivo em dezembro de 2013” e incluiu doze canções de seu repertório.

## Como participar
Podem participar grupos musicais voltados para os gêneros jazz, blues ou bossa nova e cujos integrantes possuam 18 anos ou mais. As inscrições são feitas mediante o preenchimento de formulário, que deve ser enviado pelo correio juntamente com o currículo dos integrantes, um release e um CD ou DVD com três músicas da banda. Os escolhidos poderão participar de qualquer edição do evento, em ano corrente ou futuro. E para os shows de abertura, receberão transporte e ajuda de custo.
Para o público em geral, o festival é aberto, de graça e livre para todas as idades.